# Ryan Bertrand
Ryan Bertrand (* 5. srpna 1989 Londýn) je bývalý anglický profesionální fotbalista, který hrál na pozici levého obránce. Mezi lety 2012 a 2017 odehrál také 19 zápasů v dresu anglické reprezentace, ve kterých se jednou střelecky prosadil.

## Klubová kariéra
S Chelsea vyhrál Ligu mistrů UEFA, Evropskou ligu a FA Cup. V evropských pohárech zažil fantastický debut - bylo to ve vítězném finále Ligy mistrů 2011/12 proti německému klubu FC Bayern Mnichov. Stal se tak prvním hráčem v novodobé historii Ligy mistrů, který debutoval ve finále.
Svůj první gól v kariéřě vstřelil 25. září 2012 v utkání anglického ligového poháru proti Wolverhamptonu Wanderers, kdy se podílel na debaklu soupeře 6:0.
V lednu 2014 jej trenér Chelsea José Mourinho poslal na půlroční hostování do klubu Aston Villa FC.
Dne 30. července 2014 ho Chelsea poslala na roční hostování do Southamptonu.
2. února 2015 těsně před koncem zimního přestupového období se oficiálně stal hráčem Southamptonu. Klub za něj zaplatil 10 milionů, v Southamptonu následně strávil pět let své kariéry.
Dne 25. října 2019 byl v zápase 10. kola Premier League proti Leicesteru City vyloučen. I to přispělo k tomu, že jeho tým nakonec prohrál vysoko 0:9.
V červnu 2021 mu v Southamptonu skončila smlouva a z klubu po 7 letech odešel.

### Leicester City
Dne 15. července 2021 Bertrand posílil prvoligový Leicester City, ve kterém jako volný hráč podepsal smlouvu na dva roky. Bertrand debutoval v dresu Leicesteru 7. srpna při výhře 1:0 nad Manchesterem City v anglickém superpoháru.

## Reprezentační kariéra
Bertrand reprezentoval Anglii v mládežnických výběrech od kategorie U17.
V A-mužstvu Anglie debutoval 15. 8. 2012 v přátelském zápase v Bernu proti reprezentaci Itálie (výhra 2:1).
Pod vedením trenéra Roye Hodgsona se zúčastnil EURA 2016 ve Francii, kam se Anglie suverénně probojovala bez ztráty bodu z kvalifikační skupiny E.

## Úspěchy
- Tým roku Premier League podle PFA – 2014/15[12]